# Destroy Build Destroy
A Destroy Build Destroy a Cartoon Network Studios által készített valóságshow, amelyet 2009. június 20-án mutattak be. Magyarországon (még) nem mutatták be a részeket. Andrew WK a főszereplő.

## Szereplők
- Andrew WK
- Brian Vandenberg
- John Best

## Epizódlista
- 1. évad, 1. epizód: Air Cannon Assault: Skaters vs. Math Club
- 1. évad, 2. epizód: Crane Wreck: Surfers vs. Techies
- 1. évad, 3. epizód: Water Wars: Gear Heads vs. Sports Nuts
- 1. évad, 4. epizód: Water Taxi Takedown: Gamers vs. Musicians
- 1. évad, 5. epizód: Dump Trucks of Doom: Athletes vs. Drama Club
- 1. évad, 6. epizód: Wide Load: Sibling Rivalry I: Younger Siblings vs. Older Siblings